# 山口馬木也
山口 馬木也（やまぐち まきや、本名：槙矢 秀紀、1973年2月14日 - ）は、日本の俳優。岡山県出身。SHIN ENTERTAINMENT所属。

## 略歴・人物
京都精華大学芸術学部洋画学科卒業。
1998年、日中合作映画『戦場に咲く花』（原題「葵花却（ひまわり）」）で俳優デビュー。
2000年、蜷川幸雄演出の『三人姉妹』で初舞台を踏む。同年公開の映画『雨あがる』にて初めて時代劇を学んだ。
特技は乗馬、剣道、殺陣、ドラム、ジャンベ（アフリカ民族楽器）。
恩師に『剣客商売』で共演した藤田まことの名前を挙げる。

## 受賞歴
2024年
- 第37回日刊スポーツ映画大賞・石原裕次郎賞 主演男優賞（『侍タイムスリッパー』）

2025年
- 第48回日本アカデミー賞 優秀主演男優賞（『侍タイムスリッパー』）
- 第67回ブルーリボン賞 主演男優賞（『侍タイムスリッパー』）
- おおさかシネマフェスティバル2025 主演男優賞（『侍タイムスリッパー』）
- 2024年度全国映連賞 男優賞（『侍タイムスリッパー』）
- 第22回シネマ夢倶楽部表彰 推薦委員特別賞（『侍タイムスリッパー』）
- 2024年度京都精華大学学長表彰 卒業生功労賞

## 出演

### 映画
- 戦場に咲く花（1998年）
- 雨あがる（2000年） - 野田又四郎
- ゴジラ×メガギラス G消滅作戦（2000年） - 細野精一[2]
- 恋する彼女、西へ。（2008年） - 黒木徹也
- ジャイブ 海風に吹かれて（2009年）
- 審理（2009年） - 木村正和
- 告白（2010年） - 桜宮正義
- 悪の教典（2012年） - 蓮実芳夫
- ベイブルース 〜25歳と364日〜（2014年）
- 山本慈昭 望郷の鐘 〜満蒙開拓の悲劇〜（2014年）
- 母 小林多喜二の母の物語（2017年） - 近藤牧師
- 一粒の麦 荻野吟子の生涯（2019年） -  石井亮一
- かぞく（2023年11月3日）[15]
- 侍タイムスリッパー（2024年8月17日） - 主演・高坂新左衛門[16]

### テレビドラマ

#### NHK
- 金曜時代劇「スキッと一心太助」（1999 - 2000年）
- 大河ドラマ
  - 北条時宗（2001年） - 北条顕時
  - 八重の桜（2013年） - 榎本武揚
  - 麒麟がくる（2020年） - 朝比奈親徳
  - 鎌倉殿の13人（2022年） - 山内首藤経俊
  - 豊臣兄弟!（2026年放送予定） - 柴田勝家[17]
- 古代史ドラマスペシャル 大化改新（2005年） - 蘇我日向
- 連続テレビ小説
  - ファイト（2005年） - 川崎弘道
  - まれ（2015年） - 「料理の巨人」主催者
- 土曜ドラマ
  - 新・人間交差点（2006年） - 医師・佐田義晴
  - トップセールス（2008年） - 大森吾郎
  - 土曜ドラマスペシャル「実験刑事トトリ」（2012年） - 小岩井敏樹
  - ボーダーライン（2014年） - 松井圭介
- 木曜時代劇
  - 柳生十兵衛七番勝負 島原の乱（2006年） - 鈴鹿真太郎
    - 柳生十兵衛七番勝負 最後の闘い（2007年） - 鈴鹿真太郎

  - 鞍馬天狗（2008年） - 中原富三郎
  - 吉原裏同心（2014年） - 島田藤兵衛
- 時代劇スペシャル「花の誇り」（2008年） - 寺井新十郎・関根友三郎
- 山形発地域ドラマ「スキップ!〜商店街が生んだアイドル〜」（2009年） - 倉田竜介
- NHK正月時代劇
  - 陽炎の辻スペシャル 〜居眠り磐音 江戸双紙〜 「海の母」（2010年1月1日） - 佐江傳三郎
  - 陽炎の辻 完結編 〜居眠り磐音 江戸双紙〜（2017年1月2日） - 鈴木清兵衛
- 坂の上の雲（2011年） - 岩村団次郎
- ドラマ10
  - シングルマザーズ（2012年） - 小田行男
  - 激流〜私を憶えていますか?〜（2013年） - 井上雅彦
- BS時代劇（NHK BSプレミアム）
  - 神谷玄次郎捕物控（2014年） - 峰吉
  - 伝七捕物帳（2016年） - 晴瞭
  - 大富豪同心 第2回（2019年） - 溝口左門
    - 大富豪同心2 第1回・第2回（2021年） - 溝口左門

  - 大岡越前5（2020年） - 鴨田十蔵
  - 小吉の女房2 第1・2回（2021年） - 高野長英
  - 剣樹抄〜光國公と俺〜（2021年） - 両火房
- スーパープレミアム「八つ墓村」（2019年、NHK BSプレミアム） - 英泉
- プレミアムドラマ「歪んだ波紋」（2019年11月3日 - 12月22日、NHK BSプレミアム） - 井岡公昭

#### 日本テレビ系
- 火曜サスペンス劇場「秘密」（2003年） - 西本隆一
- anego[アネゴ]（2005年） - 立花渡
  - anego〜アネゴspecial〜（2005年）
- 日本史サスペンス劇場（2008 - 2009年） - 西郷隆盛・尾崎士郎
- にぃにのことを忘れないで（2009年） - 土井浩文
- 働くゴン!（2009年） - 春日良太
- 曲げられない女（2010年） - 長部義隆
- 名探偵コナン 工藤新一への挑戦状（2011年、読売テレビ） - 上川琢己
- 三毛猫ホームズの推理（2012年） - 永江和哉
- 金曜ロードSHOW! 特別ドラマ企画「ぼくらの勇気 未満都市 2017」（2017年） - 長沼本部長
- 獣になれない私たち（2018年） - 橋爪部長
- FOGDOG（2025年） - 狗飼十四郎[18]

#### TBS系
- ケイゾク（1999年） - 成田誠
- 月曜ドラマスペシャル「ラスト・ドライブ」（2000年）
- ぼくが地球を救う（2002年） - 芝運転手
- 水戸黄門（2003年 - 2007年） - 鳴神の夜叉王丸
- 恋の時間（2005年） - 早川勇一
- 里見八犬伝（2006年） - 畑上語路五郎
- 輪違屋糸里（2007年） - 斎藤一
- JIN-仁-（2011年） - 桂小五郎
- SRO〜警視庁広域捜査専任特別調査室〜（2013年） - 胡桃沢大介
- まっしろ（2015年） - 裃一郎
- ヤメゴク〜ヤクザやめて頂きます〜（2015年4月16日 -  6月18日） - 谷川永徳 役
- 水戸黄門 第1シリーズ 第5話「愛しき妻は里隠れ -志津川-」（2017年11月1日、BS-TBS） - 田代小十郎 役
- キャスター（2025年4月13日 - 6月15日） - 松原哲 役[19]

#### フジテレビ系
- 忠臣蔵1/47（2001年） - 不破正種
- 金曜エンタテインメント 「えなりかずきの少年探偵 事件でござる1」（2002年） - 山崎英輔
- 大奥（2003年） - 生島庄五郎
- 剣客商売（2003年 - 2010年） - 秋山大治郎
- 君が想い出になる前に（2004年、関西テレビ） - 杉山悟
- めだか（2004年）
- 怪談スペシャル（2005年） - 清一郎 役
- 紅の紋章（2006年、東海テレビ） - 堂本道也
- 婚カツ!（2009年） - 園田
- モメる門には福きたる（2013年、東海テレビ） - 久保田優作
- 救命病棟24時 第5シリーズ（2013年） - 小島立
- CRISIS 公安機動捜査隊特捜班（2017年） - 里見修一
- ストロベリーナイト・サーガ（2019年） - 今泉春男
- 桶狭間 OKEHAZAMA〜織田信長〜（2021年） - 佐久間大学盛重

#### テレビ朝日系
- 八州廻り桑山十兵衛〜捕物控ぶらり旅（2007年） - 千葉周作
- 必殺仕事人2009（2009年、朝日放送共同制作） - 森岡安之進
- 相棒
  - season8 第11話（2010年） - 南条義弘
  - season23 第4話（2024年） - 加納達夫[20]
- 松本清張ドラマスペシャル 砂の器（2011年） - 宮田邦郎
- 検事の本懐（2016年） - 兼先守
- 科捜研の女（2018年） - 武田誠
- 無用庵隠居修行9（2025年放送予定） - 仲村弾正[21]
- 土曜ワイド劇場
  - 京都殺人案内29（2006年、朝日放送） - 赤沢刑事
  - 西村京太郎トラベルミステリー48（2007年） - 矢代誠
  - 西村京太郎トラベルミステリー55（2010年） - 大山茂
  - 内田康夫サスペンス・福原警部4（2012年） - 小宮祐介
  - 法医学教室の事件ファイル37（2013年） - 倉松文彦
  - 終着駅シリーズ29（2015年） - 山野和正
  - 西村京太郎トラベルミステリー67（2017年） - 古木保男

#### テレビ東京系
- 密命 寒月霞斬り（2008年） - 大友三稔
- 刺客請負人（2008年） - 藤崎長十郎
- 主水之助七番勝負〜徳川風雲録外伝〜（2008年） - 林亀之助
- 経済ドキュメンタリードラマ ルビコンの決断（2010年） - 加藤智治
- 永遠の0（2015年） - 高山隆司
- 執事 西園寺の名推理2（2019年） - 松田裕紀
- 女と愛とミステリー「北の捜査線・小樽港署」（2002年） - 篠原啓一
- 水曜ミステリー9「多摩南署たたき上げ刑事・近松丙吉13」（2016年） - 八坂新太郎

#### 時代劇専門チャンネル
- 闇の狩人（2014年） - 伊藤又右衛門
- 鬼平犯科帳 本所・桜屋敷（2024年） - 岸井左馬之助

### 配信ドラマ
- 死ぬほど愛して（2025年3月27日 - 5月15日、ABEMA SPECIAL） - 富沢 役[22][23]

### ラジオドラマ
- 青春アドベンチャー （NHK-FM）
  - 風になった男（2006年7月24日 - 8月4日）[24]
  - 白狐魔記 洛中の火（2015年1月19日 - 30日） - 大和十蔵(淵辺義博) 役[25]
  - 羽州ぼろ鳶組シリーズ - 魁の武蔵 役
    - 夜哭烏 〜 羽州ぼろ鳶組（2019年9月16日 - 27日）[26]
    - 鬼煙管 〜 羽州ぼろ鳶組（2020年10月19日 - 30日）[27]
    - 菩薩花 〜 羽州ぼろ鳶組（2021年11月15日 - 26日）[28]
    - 夢胡蝶 〜 羽州ぼろ鳶組（2022年10月17日 - 28日）[29]
    - 玉麒麟 〜 羽州ぼろ鳶組（2023年6月5日 - 16日）[30]
    - 襲大鳳 〜 羽州ぼろ鳶組（2024年3月25日 - 4月12日）[31]
- ラジオシアター〜文学の扉 （TBSラジオ）
  - 死人に口なし（2014年1月26日・2月2日）
  - シラノ・ド・ベルジュラック（2015年6月21日・28日）[32]
- 特集オーディオドラマ　（NHK）
  - おやつのいくさ（2020年8月12日、NHKラジオ第1 / 2020年8月15日・22日、NHK-FM）[33]
  - 1975年に生まれて（2025年3月22日、NHK-FM） - 高田明 役[34]

### 舞台
- 三人姉妹（2000年3月〜4月、近鉄アート館、STUDIOコクーン、水戸芸術館ACM百人劇場、彩の国さいたま芸術劇場） - ローデ・陸軍少尉 役
- 丹下左膳（2004年12月 新橋演舞場、2005年2月 大阪松竹座） - 柳生源三郎 役
- 蜘蛛女のキス（2005年） - ヴァレンティン 役
- オセロー（2007年） - キャシオー 役
- 宮廷女官 チャングムの誓い（2007年） - ミン・ジョンホ 役
- 座頭市（2009年1月、名古屋 御園座） - 平田御幸 役
- かたりの椅子（2010年、二兎社） - 入川クニヒト 役
- ヘッダ・ガーブレル（2010年、新国立劇場） - レーヴボルグ 役
- ジャンヌ・ダルク（2010年） - ベッドフォード公
  - ジャンヌ・ダルク（2014年10月 - 11月、赤坂ACTシアター、大阪・オリックス劇場、神奈川・KAAT神奈川芸術劇場） - ベッドフォード公 役
- ノイゼス オフ（2011年） - ギャリー、ロジャー 役
- 秘祭（2011年）
- ピアフ（2011年）
- 十三人の刺客（2012年8月、赤坂ACTシアター、大阪・新歌舞伎座） - 平山九十郎 役
- 里見八犬伝（2012年11月、脚本：鈴木哲也、演出：深作健太、新国立劇場 中劇場、大阪・NHK大阪ホール／2019年） - ゝ大法師 役
- 哀と愛と藍と（2013年4月、シアターグリーン）
- 真田十勇士（2013年8月 - 10月、脚本：中島かずき、演出：宮田慶子、赤坂ACTシアター、中日劇場、梅田芸術劇場メインホール） - 服部半蔵 役
  - 真田十勇士（2015年1月 - 2月、赤坂ACTシアター、名古屋・中日劇場、大阪・梅田芸術劇場メインホール、福岡・キャナルシティ劇場） - 服部半蔵 役
- さらば八月の大地（2013年11月、新橋演舞場）
- 銀河英雄伝説 第四章 後篇 激突（2014年2月、青山劇場） - ワルター・フォン・シェーンコップ 役
- 江戸のえじそん（2014年7月、あうるすぽっと） - 早矢手 役
- Twelve（2014年8月28日 - 9月7日、青山円形劇場）
- 十二夜（2015年3月8日 - 3月30日、日生劇場） - アントーニオ 役
- おもろい女（2015年5月29日 - 6月2日、シアター1010 6月5日 - 30日、シアタークリエ）
- 王女メディア（2015年9月30日 - 2016年3月6日、全国22都道府県) - 夫役
- ミュージカル『グレイト・ギャツビー』（2016年7月 サンシャイン劇場、名古屋市芸術創造センター、ロームシアター京都サウスホール、新神戸オリエンタル劇場） - トム・ブキャナン 役 [35]
- 真田十勇士（2016年9月 - 10月、脚本：マキノノゾミ、演出：堤幸彦、新国立劇場中劇場、KAAT神奈川芸術劇場、兵庫県立芸術文化センター KOBELCO 大ホール） - 久々津壮介 役
- 紅き谷のサクラ〜幕末幻想伝 新選組零番隊〜 (2017年1月、天王洲銀河劇場) - 藍座宗之進 役[36]
- 罠 （2017年7月 - 8月、サンシャイン劇場/かめありリリオホール/兵庫県立芸術文化センター）[37][38]- メルルーシュ 役
- リチャード三世 （2017年10 - 11、演出：シルヴィウ･プルカレーテ、東京芸術劇場プレイハウス、森ノ宮ピロティホール、盛岡市民文化ホール大ホール、日本特殊陶業市民会館ビレッジホール）- リヴァーズ伯／サー・ジェイムズ・ティレル 役[39]
- 劇団☆新感線「メタルマクベス disc 1」（2018年7月23日 - 8月31日、IHIステージアラウンド東京） - グレコ、マクダフ山口 役
- 窪地の女（2021年9月9日 - 14日、恵比寿・エコー劇場） - 田中さん、村野祐一郎、郷田ヒデキ等　7役
- ミュージカル『るろうに剣心 京都編』（2022年5月17日 - 6月24日、IHIステージアラウンド東京） - 斎藤一 役[40]
- 巌流島（2023年2月 - 3月、東京・明治座/金沢・本多の森ホール/新潟・新潟県民会館/秋田・あきた芸術劇場 ミルハス/名古屋・センチュリーホール/神戸・神戸国際会館 こくさいホール/高松・レクザムホール（香川県県民ホール）/福岡・博多座） - 藤井監物 役[41]
- ふるあめりかに袖はぬらさじ（2023年9月2日 - 26日、新橋演舞場） - 思誠塾の門人 岡田 役
- ある時間（2023年9月27日-30日、東京・下高井戸HTSスタジオ） - 教戒師　役[42]
- 西遊記（2023年11月3日 - 5日、オリックス劇場 / 11月10日 - 23日、博多座 / 12月27日 - 2024年1月2日、御園座 / 1月6日 - 28日、明治座） - 銀角 役[43]
- イノセント・ピープル〜原爆を作った男たちの65年〜（2024年3月16日 - 24日、東京芸術劇場 シアターウエスト）[44]
- 劇走江戸鴉〜チャリンコ傾奇組〜（2024年10月5日 - 27日、新橋演舞場 / 11月2日 - 10日、大阪松竹座）[45]
- 『ROCK MUSICAL BLEACH』〜Arrancar the Final〜（2025年2月8日 - 24日、天王洲 銀河劇場 / 3月1日 - 9日、COOL JAPAN PARK OSAKA WWホール） - 京楽春⽔ 役[46]
- WAR BRIDE -アメリカと日本の架け橋 桂子・ハーン-（2025年8月5日 - 27日、よみうり大手町ホール / 9月6日・7日、兵庫県立芸術文化センター 阪急中ホール / 9月13日・14日、久留米シティプラザ グランドホール）[47]

### バラエティー・教養番組
- 祝女 シーズン2 第9回 FIle.04 「なにかしてくれてたっけ」（2010年）-シュウ[48]
- 現場に立つ（NHK岡山放送局、ナビゲーター）

ほか多数